# Île d'Itamaracá
L'île d'Itamaracá se situe dans l'océan Atlantique, au nord-est du Brésil, sur le littoral de l'État du Pernambouc. Elle est entièrement incluse dans la municipalité d'Ilha de Itamaracá.
Ses principales activités sont le tourisme et la pêche. 